# 大東市立住道南小学校
大東市立住道南小学校（だいとうしりつ すみのどうみなみしょうがっこう）は、大阪府大東市にある公立小学校。

## 沿革
- 1951年7月6日 - 住道町立南小学校として創立。
- 1952年5月18日 - 現在地に移転。
- 1956年 - 住道町が合併で大東市になったことに伴い、大東市立住道南小学校へ改称。
- 1977年4月1日 - 大東市立灰塚小学校へ分離。

## 校区
- 大東市 大野1・2丁目、末広町、扇町、川中新町、新町、栄和町[1]

※卒業後は基本的に大東市立住道中学校に進学する。

## 交通
- 片町線（学研都市線） 住道駅 南西へ徒歩10分。

## 著名な出身者
- 竹田祐（プロ野球選手）
- 山崎琢磨（プロ野球選手）